# Аморейский язык
Аморейский язык — мёртвый язык из семьи семитских языков, на котором говорил древний ближневосточный народ амореев (аморитов). Существовал в 3-м — 2-м тысячелетиях до н. э. Также известен как аморитский язык.

## Изучение
Аморейский язык известен исключительно по именам собственным, записанным писцами клинописью на аккадском языке во времена правления амореев в Вавилонии, а также марийским, мукишским и, в меньшей степени, египетским источникам.
В 2022 году были опубликованы две большие аморейско-аккадские двуязычные таблички возрастом 3800 лет. Язык текстов обладает значительным сходством с библейским ивритом, что показывает, что к началу второго тысячелетия до нашей эры уже существовал разговорный язык, очень близкий к древнееврейскому (последний засвидетельствован только с X века до нашей эры).